# جيمس روجرز (عسكري)
جيمس روجرز (بالإنجليزية: James Rogers)‏ هو عسكري أسترالي، ولد في 2 يونيو 1875 في إتشوكا في أستراليا، وتوفي في 28 أكتوبر 1961 في سيدني في أستراليا.